# Sausga
Sausga (Šaušga) era una deessa hitita d'origen hurrita. El seu centre principal de culte va ser Lawazantiya. Era una de les principals divinitats hurrites.
En un principi era una deessa de la guerra, i en contacte amb altres pobles d'orient es va assimilar a Inanna dels sumeris i a Ixtar dels acadis. També amb Astarte i Attar a Ugarit, i amb el planeta Venus, com a deessa de l'amor.
El rei Hattusilis III que d'infant estava greument malalt, va ser posat pel seu pare Mursilis II sota la protecció de la deessa a la que es va prometre que es consagraria si es curava; així va ser, i Hattusilis es va convertir en sacerdot i devot de Sausga, però durant el regnat de son germà Muwatallis II va ocupar altres responsabilitats.